# Rechtsarchäologie
Rechtsarchäologie ist ein Forschungsgebiet im Schnittbereich zwischen Archäologie und Rechtsgeschichte. Als Begründer des Fachs gilt der Münchener Rechtshistoriker Karl von Amira (1848–1930).

## Gegenstand
Karl von Amira ging vom Oberbegriff der „Rechtsdenkmäler“ aus, die er in drei Gruppen einteilte. Er unterschied gegenständliche, mündliche und schriftliche Denkmäler. Die zumeist literarisch überlieferten, mündlichen Denkmäler fasste er unter den Begriff der Rechtssprache, die schriftlichen Denkmäler waren die Rechtsquellen. Die Rechtsarchäologie wiederum handelte von den gegenständlichen Rechtsdenkmälern.
Insoweit befasst sich Rechtsarchäologie mit Bauwerken und Denkmälern, die vornehmlich der mittelalterlichen und frühneuzeitlichen Rechtsgeschichte entstammen. Während die in diesem Bereich tätigen Archäologen – etwa im Wege von Ausgrabungen – Informationen über nicht mehr existierende Gebäude und Anlagen zu sammeln suchen, etwa verschwundene Gerichtsplätze oder Richtstätten, setzen sich rechtsarchäologisch arbeitende Rechtshistoriker primär mit noch bestehenden Objekten auseinander und suchen diese hinsichtlich ihrer spezifisch rechtlichen Bedeutung zu erforschen. Hierbei sind die Grenzen zur Rechtsikonographie und Rechtlichen Volkskunde fließend.
Typische Untersuchungsgegenstände der Rechtsarchäologie sind Kleindenkmale zur Grenzmarkierung sowie Verkündungs- und Richtplätze, ferner namentlich:

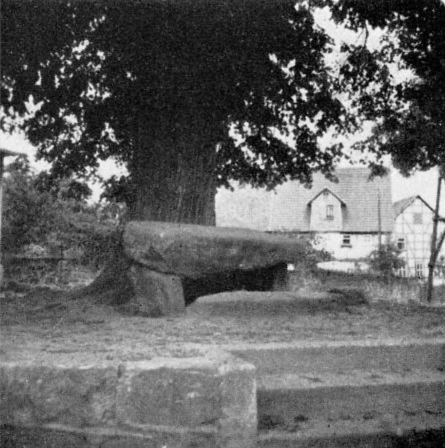
Steintisch (Gerichtsstein) unter der Linde am Gerichtsplatz von Vollmarshausen

- historische Gerichtsorte, wie Brückengerichte Femegerichte, Schreigerichte oder Zentgerichte
- Anger-, Bauern-, Braut-, Kauf- und Verkündungssteine
- Kirchenportale als Rechtsstätten wie Brautportale an mittelalterlichen Kirchen
- Flursteine, Grenzsteine
- Marktkreuze
- Narrenhäuser, Betzekämmerchen
- Pranger
- Ratsstuben
- Richtplätze, Galgen
- Rolande
- Rote Türme bzw. Türen
- Sühnekreuze
- Ties
- Thingplätze und Gerichtssteine
- Siegel, Wappen, Münzen, Medaillen und Abzeichen (Gebrauchsgegenstände des Rechtslebens).